# Au sentiment
Au sentiment (The Dame) est un roman policier de l’écrivain australien Carter Brown publié en 1959 en Australie et aux États-Unis. Le livre paraît en France en 1960 dans la Série noire. La traduction, prétendument "de l'américain", est signée Janine Hérisson. C'est une des nombreuses aventures du lieutenant Al Wheeler, bras droit du shérif Lavers dans la ville californienne fictive de Pine City - la dixième traduite en français aux Éditions Gallimard. Le héros est aussi le narrateur.

## Résumé
Judy Manners vient d'être assassinée ! C'est ce que le shérif annonce à Al Wheeler, à la suite d'un appel téléphonique. Mais quand le lieutenant arrive chez la célèbre actrice, "la fille qui reste sexy enroulée dans une couverture de cheval" selon lui, c'est elle qui ouvre la porte, étonnée. En revanche, tous deux découvrent le corps de la secrétaire de Judy, nue et poignardée à côté de la piscine : confusion entre deux blondes dans la nuit ? Des lettres anonymes qui rappellent l'adolescence de l'actrice et la menacent de mort, un mari comédien et infidèle, un producteur et un financier qui se disputent à propos de contrats à signer avec le couple pour un prochain film, c'est un panier de crabes ; mais le sergent Polnik est heureux : il est chargé de la protection rapprochée de Judy Manners et découvre la fine Napoléon. Et à la demande instante du shérif, Al Wheeler fait un effort pour que les cadavres ne soient pas trop nombreux à la fin de l'histoire.

## Personnages
- Al Wheeler, lieutenant enquêteur au bureau du shérif de Pine City.
- Le shérif Lavers.
- Annabelle Jackson, secrétaire du shérif.
- Doc Murphy, médecin légiste.
- Le sergent Polnik.
- Judy Manners, actrice.
- Rudi Ravell, acteur, son mari.
- Barbara Arnold, leur secrétaire.
- Camille Clovis, maîtresse de Rudi Ravell.
- Don Harkness, producteur de cinéma.
- Ben Luther, financier.
- Coleman, père d'une amie d'enfance de Judy Manners, à Oakridge.
- Lou Roberts, tenancier de bar à Oakridge.
- Charlie, réceptionniste du Starlight Hotel.

## Édition
- Série noire no 554, 1960,  (ISBN 2070475549). Réédition : Carré noir no 37 (1972),  (ISBN 2070430375).